# Memorial Cimurri
El Memorial Cimurri-Gran Premi Bioera  fou una competició ciclista italiana d'un sol dia que es disputà per les carreteres del voltant de la ciutat de Reggio de l'Emília, a l'Emília-Romanya durant el mes d'octubre. La cursa formà part del calendari UCI Europe Tour, amb una categoria 1.1 en totes les edicions disputades. La primera edició es disputà el 2005, sent el vencedor Murilo Fischer. El darrer vencedor, el 2009, fou Filippo Pozzato.

## Palmarès
| Any  | Vencedor          | Segon             | Tercer              |
| ---- | ----------------- | ----------------- | ------------------- |
| 2005 | Murilo Fischer    | Paride Grillo     | Manuele Mori        |
| 2006 | Enrico Gasparotto | Matteo Carrara    | Alexander Khatunsev |
| 2007 | No atribuït.      | Luca Mazzanti     | Manuele Mori        |
| 2008 | Mikhaylo Khalilov | Giovanni Visconti | Danilo Di Luca      |
| 2009 | Filippo Pozzato   | Luca Paolini      | Daniele Colli       |